# 在美国钓鳟鱼
《在美国钓鳟鱼》是美国作家理查·布羅提根著于1961年，出版于1967年的中篇小说。这本书是布罗提根的处女作，但他的第二本书《一位来自大苏尔的联邦将军》较之出版在先。

## 概览
《在美国钓鳟鱼》充满抽象意味，没有明确的故事主线。全书离散为寓言式的故事，分为四十八个小节，书中角色常常在不同小节中重复出现。大部分故事都设定在三个时空中：布羅提根在美国太平洋西北地区的童年时期；布羅提根在旧金山度过的成年日常生活；以及1961年，布羅提根与妻女在爱达荷州的野营旅行。《在美国钓鳟鱼》的大部分内容都在这次野营旅行中写成。
“在美国钓鳟鱼”除了是本书书名，在书中还作为角色名、酒店名、修饰语等等不同的主体而出现。

## 文化影响
阿波罗17号的美国宇航员哈里森·施密特将月球上陶拉斯-利特罗谷的一处月坑命名为“矮子”，即是取自书中角色。
1994年3月，美国加州卡平特里亚的小彼得·伊士曼（Peter Eastman Jr.）通过正式的手续将自己的名字改成了“在美国钓鳟鱼”（Trout Fishing in America）。同时期，美国全国公共广播电台报导称有一对年轻男女给自己的孩子起名叫“在美国钓鳟鱼”。